# NGC 6996
NGC 6996 este o galaxie situată în constelația Lebăda. A fost descoperită în 28 octombrie 1828 de către John Herschel.